# Welsh International 1999
Die Welsh International 1999 im Badminton fanden vom 2. bis zum 5. Dezember 1999 in Cardiff statt.

## Medaillengewinner
| Disziplin    | Gold                              | Silber                     | Bronze                             |
| ------------ | --------------------------------- | -------------------------- | ---------------------------------- |
| Herreneinzel | Richard Vaughan                   | Rasmus Wengberg            | Ruud Kuijten                       |
| Herreneinzel | Richard Vaughan                   | Rasmus Wengberg            | Bertrand Gallet                    |
| Dameneinzel  | Marina Yakusheva                  | Ella Karachkova            | Lonneke Janssen                    |
| Dameneinzel  | Marina Yakusheva                  | Ella Karachkova            | Johanna Holgersson                 |
| Herrendoppel | Joakim Andersson Peter Axelsson   | Tijs Creemers Robert Frenk | Patrik Isaksson Ola Molin          |
| Herrendoppel | Joakim Andersson Peter Axelsson   | Tijs Creemers Robert Frenk | James Anderson Graham Hurrell      |
| Damendoppel  | Irina Ruslyakova Marina Yakusheva | Gail Emms Joanne Wright    | Felicity Gallup Joanne Muggeridge  |
| Damendoppel  | Irina Ruslyakova Marina Yakusheva | Gail Emms Joanne Wright    | Ella Karachkova Anastasia Russkikh |
| Mixed        | Peter Jeffrey Joanne Davies       | Ola Molin Johanna Persson  | Donal O’Halloran Elaine Kiely      |
| Mixed        | Peter Jeffrey Joanne Davies       | Ola Molin Johanna Persson  | Joéli Residay Melissa Trouerbach   |